# Rajnath Singh
Rajnath Singh ( pronunciació (?·pàg.); Chandauli, 10 de juliol de 1951) és un polític indi que exercia de ministre de Defensa de l'Índia. És l'expresident del partit Bharatiya Janata. Anteriorment, va exercir com a ministre en cap d'Uttar Pradesh i com a ministre de gabinet al govern de Vajpayee. Va ser el ministre de l'Interior al Primer Ministeri de Modi. També ha estat president del BJP dues vegades, és a dir, del 2005 al 2009 i del 2013 al 2014.